# Pierre Marty (géologue)
Pour les articles homonymes, voir Pierre Marty et Marty.
Pierre Marty est un naturaliste, géologue et un botaniste français, né le 4 février 1868 à Nice et décédé le 28 juillet 1940 au château de Caillac à Vézac (Cantal). Pionnier de la paléontologie végétale, il a mis en évidence les gisements de diatomite.

## Biographie
Fils de Félix Marty, rentier qui séjourne l'hiver à Nice, et de Marguerite Gaudiot, il est éduqué par des précepteurs. Il obtint son baccalauréat à 16 ans à Clermont-Ferrand, et partit faire de rapides études à l'Université de Toulouse. Il revint en 1888 en Haute-Auvergne, après un service militaire écourté pour raison de santé, ce qui lui fit renoncer à préparer Saint-Cyr.
Attiré par les sciences naturelles, il se lia très tôt au groupe de naturalistes gravitant autour de Jean-Baptiste Rames à Aurillac. Il s'initia à la géologie, à la zoologie, à la géographie physique, participant à la vaste entreprise d'étude du volcan cantalien lancée par Rames. Il se créa un réseau de correspondants européens et constitua au château de Caillac un herbier et une bibliothèque de référence.
Marié à Jeanne Boisse de Black, fille d'un officier de marine et petite fille du géologue Adolphe Boisse (1810-1896), sa belle-sœur Yvonne Boisse de Black (1892-1989) était aussi une géologue reconnue. Il tint un journal d'observation jusqu'en juin 1940, dessinait, prenait des photographies. Il publia dans des revues locales mais aussi nationales.
Il travailla particulièrement avec Marcellin Boule (1861-1942) et l'archéologue Jean Pagès-Allary (1863-1926). Ses fréquentations restèrent sélectives et réduites au monde scientifique et plus généralement au monde intellectuel de la région, en particulier dans l'animation de la Société de la Haute-Auvergne.
En 1903, il publie un ouvrage de 98 pages sur la flore du miocène (~ 13 millions d’années) qualifié de remarquable par Philippe Clangeaud, professeur de l'Université de Clermont, géologue spécialiste de cette période. On lui connait 110 publications en plus des comptes rendus d'ouvrages qu'il faisait régulièrement dans la jeune "Revue de la Haute-Auvergne".

## Hommages taxonomiques
Le paléontologue français contemporain et ami Louis Émile Piton (1909-1945) lui a rendu hommage par le taxon d'un coléoptère fossile Damarsilia martyi Piton, 1935.
Le paléontologue français contemporain Nicolas Théobald (1903-1981) lui a aussi rendu hommage (conjointement) avec le taxon fossile du coléoptère Anomala martyi Piton & Théobald, 1939.
Sinon pour les espèces concernées, consulter la liste générée automatiquement.

## Œuvres
- Un Nouvel horizon paléontologique du Cantal.
- Flore plaisancienne des argiles cinéritiques de Niac (Cantal), 1908,